# Nicolas Escudé
Nicolas Jean-Christophe Escudé (* 3. April 1976 in Chartres) ist ein ehemaliger französischer
Tennisspieler. Sein jüngerer Bruder ist der Fußballspieler Julien Escudé.

## Karriere
Escudé, der unter anderem mit Tarik Benhabiles trainierte, gewann in seiner Karriere vier Einzeltitel. Er siegte in Toulouse, in Rotterdam (2001 und 2002) und in Doha. Hinzu kamen die Doppeltitel in Marseille und in Paris im Jahr 2002. Außerdem erreichte er im selben Jahr auch das Einzelfinale in Marseille, das er gegen Thomas Enqvist mit 7:6, 3:6 und 1:6 verlor, sowie im Jahr 2000 das Endspiel von ’s-Hertogenbosch, in dem er Patrick Rafter mit 1:6 und 3:6 unterlag.
Im Juni 2000 erreichte er mit Platz 17 seine beste Weltranglistenposition. Am 18. Mai 2006 erklärte er wegen einer anhaltenden Schulterverletzung, die ihn bereits 22 Monate am Spielen gehindert hatte, seinen Rücktritt vom Profisport.

## Erfolge
| Legende                                                   |
| Grand Slam                                                |
| Tennis Masters Cup                                        |
| ATP Masters Series (1)                                    |
| ATP Championship Series ATP International Series Gold (2) |
| ATP World Series ATP International Series (3)             |
| ATP Challenger Series (5)                                 |

| ATP-Titel nach Belag |
| Hartplatz (5)        |
| Sand (0)             |
| Rasen (0)            |
| Teppich (1)          |

### Einzel
| Nr. | Datum            | Turnier       | Belag         | Finalgegner   | Ergebnis      |
| --- | ---------------- | ------------- | ------------- | ------------- | ------------- |
| 1.  | 6. Oktober 1999  | Toulouse      | Hartplatz (i) | Daniel Vacek  | 7:5, 6:1      |
| 2.  | 25. Februar 2001 | Rotterdam (1) | Hartplatz (i) | Roger Federer | 7:5, 3:6, 7:6 |
| 3.  | 24. Februar 2002 | Rotterdam (2) | Hartplatz (i) | Tim Henman    | 3:6, 7:6, 6:4 |
| 4.  | 11. Januar 2004  | Doha          | Hartplatz     | Ivan Ljubičić | 6:3, 7:6      |

### Doppel
| Nr. | Datum            | Turnier       | Belag         | Partner         | Finalgegner                    | Ergebnis  |
| --- | ---------------- | ------------- | ------------- | --------------- | ------------------------------ | --------- |
| 1.  | 11. Februar 2002 | Marseille     | Hartplatz (i) | Arnaud Clément  | Julien Boutter Maks Mirny      | 6:4, 6:3  |
| 2.  | 28. Oktober 2002 | Paris Masters | Teppich (i)   | Fabrice Santoro | Gustavo Kuerten Cédric Pioline | 6:3, 7:66 |

## Abschneiden bei Grand-Slam-Turnieren

### Einzel
| Turnier         | 1993 | 1994 | 1995 | 1996 | 1997 | 1998 | 1999 | 2000 | 2001 | 2002 | 2003 | 2004 | 2005 | Bilanz | Karriere |
| --------------- | ---- | ---- | ---- | ---- | ---- | ---- | ---- | ---- | ---- | ---- | ---- | ---- | ---- | ------ | -------- |
| Australian Open | —    | —    | —    | —    | —    | HF   | —    | AF   | 2    | 3    | 3    | 3    | —    | 15:6   | HF       |
| French Open     | 1    | —    | —    | —    | 2    | 2    | 2    | 1    | 1    | 1    | 1    | AF   | —    | 6:9    | AF       |
| Wimbledon       | —    | —    | —    | —    | —    | 2    | —    | 2    | VF   | 3    | 2    | —    | —    | 9:5    | VF       |
| US Open         | —    | —    | —    | —    | —    | 1    | VF   | —    | 2    | —    | —    | —    | —    | 5:3    | VF       |

### Doppel
| Turnier         | 1993 | 1994 | 1995 | 1996 | 1997 | 1998 | 1999 | 2000 | 2001 | 2002 | 2003 | 2004 | 2005 | Bilanz | Karriere |
| --------------- | ---- | ---- | ---- | ---- | ---- | ---- | ---- | ---- | ---- | ---- | ---- | ---- | ---- | ------ | -------- |
| Australian Open | —    | —    | —    | —    | —    | —    | —    | —    | 1    | —    | —    | —    | —    | 0:1    | 1        |
| French Open     | 1    | —    | —    | —    | 1    | 1    | 2    | 1    | HF   | —    | AF   | 2    | —    | 8:8    | HF       |
| Wimbledon       | —    | —    | —    | —    | —    | —    | —    | —    | 1    | —    | —    | —    | —    | 0:1    | 1        |
| US Open         | —    | —    | —    | —    | —    | —    | —    | —    | 2    | —    | —    | —    | —    | 1:1    | 2        |

## Trivia
Im Alltag ist Escudé Linkshänder; in seiner Kindheit wurde ihm jedoch das Tennisspielen mit rechts beigebracht.